# Bressol d'herois
Bressol d'herois (títol original en anglès: The Long Gray Line) és una pel·lícula estatunidenca dirigida per John Ford i estrenada el 1955. Ha estat doblada al català.

## Argument[2]
Ensenyant des de fa mig segle a West Point, Marty Maher recorda els primers dies que va passar al si de la famosa escola militar. Immigrant irlandès, que va desembar tot dret del seu vaixell per intentar guanyar-hi la seva vida com a criat, tot i que maldestre, rebec a tota forma de disciplina, no sabent nedar ni barallar-se convenientment, però indefugiblement optimista, enamorat de la justícia i sobretot combatiu, acaba deixant el seu davantal per fer d'ordenança.
Tanmateix, sota la gaiata del primer cap d'armes, l'assenyat capità Kohler, Marty comprèn a poc a poc les regles que regeixen l'escola abans de convertir-se en l'ajudant de l'oficial com a instructor de boxa, després ensenyant a nedar! Reenganxant-se al principi per l'esperança de seduir l'encisadora compatriota cuinera al servei del capità, acaba prenent-se molt a la valenta els papers que aquest li assigna tot i que a priori és el menys ben col·locat per assumir-los. Agafant així el relleu en l'educació dels joves cadets, utilitzant els mètodes del seu mentor per arribar a ser al seu torn una de les figures emblemàtiques i paternals de l'establiment... Quan l'exèrcit dels Estats Units, atesa la seva avançada edat, va intentar jubilar-lo, Marty va presentar una contundent protesta al President dels EUA.

## Repartiment
- Tyrone Power: Marty Maher
- Maureen O'Hara: Mary O'Donnell
- Robert Francis: James Sundstrom Jr.
- Donald Crisp: Old Martin
- Betsy Palmer: Kitty Carter
- Ward Bond: Capità Herman Koehler
- Philip Carey: Charles Dotson
- William Leslie: Red Sundstrom
- Harry Carey Jr.: Dwight Eisenhower
- Peter Graves: Capità Rudolph Heinz
- Patrick Wayne: Abner Overton
- Willis Bouchey: Major Thomas
- Sean McClory: Dinny Maher
- Erin O'Brien Moore: Sra. Koehler

## Premis
- 1952: Gran Premi de l'OCIC, Festival de Venècia